# Ereteken voor de Brandweer (Groothertogdom Saksen)
Het Ereteken voor de Brandweer (Duits: Ehrenzeichen für die Feuerwehr) was een in 1890 ingestelde onderscheiding van het Groothertogdom Saksen. Het versiersel is een opengewerkte vergulde zilveren gesp op een stukje om een plaatje metaal gevouwen groen lint met grijswitte bies. Een dergelijke gesp werd een schnalle genoemd en is typisch Duits. Een brandspuit en een brandweerhelm met twee bijlen flankeren een gekroond Saksisch wapen met de kroon van wijnruit. Rond het wapen hangt een toegeknoopte kousenband met het motto van de groothertogelijke tak van de Ernestijnen; "VIGILANDO ASCENDIMUS.
De schnalle werd op de linkerborst op een vierkant strookje groen lint met twee citroengele strepen gedragen.

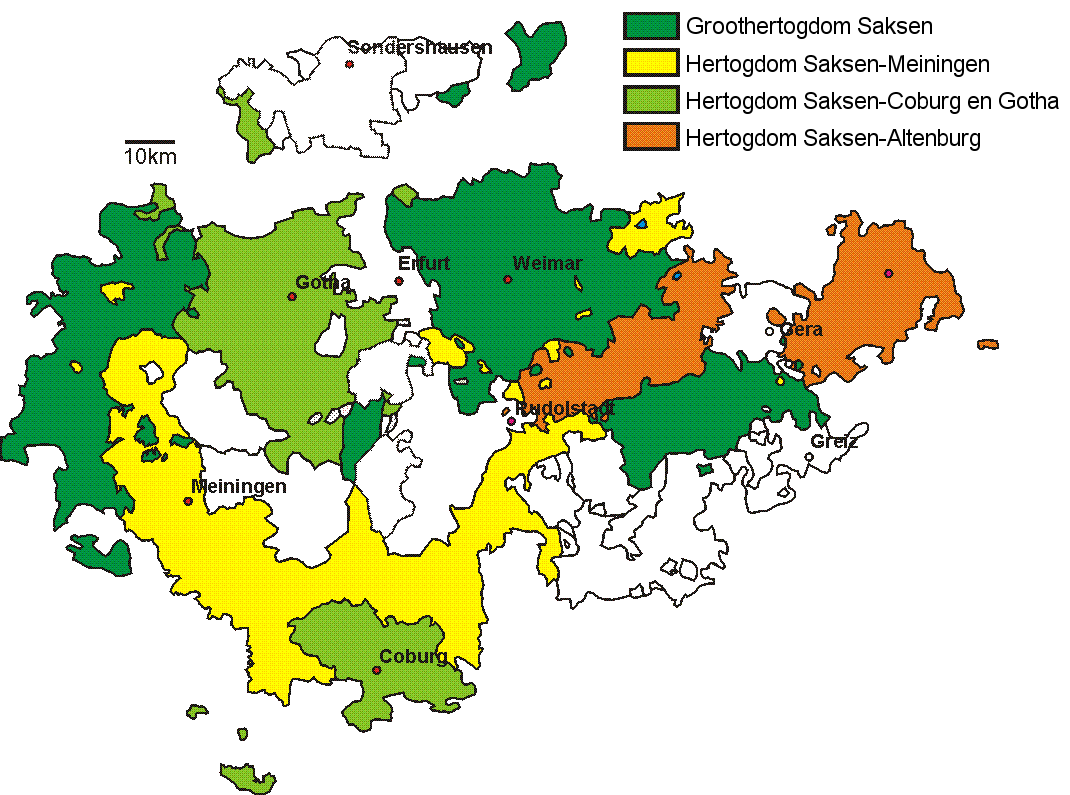
De verspreide bezittingen van de Ernestijnen

In 1904 waren in het Groothertogdom Saksen 595 brandweerkorpsen actief met 11 574 brandweerlieden.
In Saksen-Altenburg werd een vergelijkbaar Ereteken voor Leden van de Brandweren ingesteld. In Saksen-Coburg en Gotha was er een Ereteken van de Brandweer. In alle drie de gevallen gaat het om een gesp die slechts in details verschilt van de gesp in de twee andere staten. De achtergrond van het gezamenlijk instellen van een brandweeronderscheiding van de extreme versnippering van de bezittingen van de Ernestijnen over tientallen verspreid liggende exclaves en enclaves in Thüringen. Dat betekende dat de brandweren vaak moesten uitrukken voor een brand die over de grens lag.  